# 向阳·花
《向阳·花》（英語：We Girls）是一部由冯小刚执导的2025年中国大陆犯罪剧情片，赵丽颖、兰西雅、啜妮、王菊、程潇主演，2025年4月4日在中国大陆上映。

## 剧情
讲述几位女囚犯回归社会后重生的故事。

## 角色
| 演員   | 角色   | 介紹 |
| 赵丽颖 | 高月香 |      |
| 兰西雅 | 黑妹   |      |
| 啜妮   | 邓虹   |      |
| 王菊   | 胡萍   |      |
| 程潇   | 郭爱美 |      |

## 制作
2024年7月22日，片方发布概念海报，公布电影由冯小刚执导、赵丽颖领衔主演，电影正在拍摄中。

## 发行
2025年3月3日，发布定档海报，宣布4月4日上映。

## 票房
| 上一届： 《我的世界大电影》 | 2025年中国内地一周票房冠军 第14-15週 | 下一届： 《哪吒之魔童闹海》 |